# とび色2号

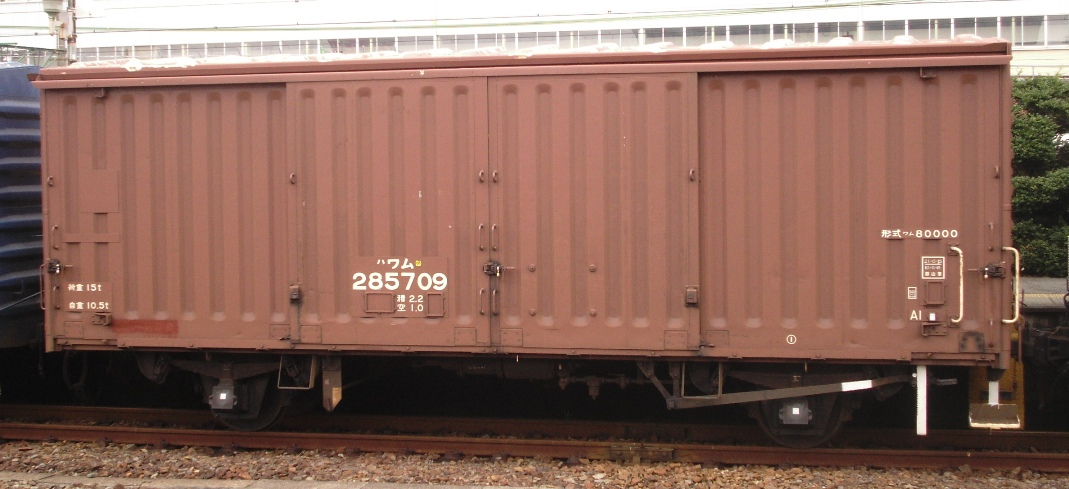
とび色2号を地色としたワム80000形

とび色2号（とびいろ2ごう）は、日本国有鉄道（国鉄）が定めた色名称の一つである。

## 概要
慣用色名称は「とび色」である。マンセル値は「3.5YR 3.8/3.5」。
1960年にワム80000形貨車量産車の地色として採用されたのが最初である。これは、パレット輸送に対応した貨車として、区別するために制定された色であったが、それまで黒一色が当たり前だった国鉄貨車の中では大変目立つ存在となった。後にワキ5000形貨車等にも採用されている。
この他、コンテナの構体内面や、無蓋車や石炭車の荷台内側、713系電車や415系電車の腰掛構体の色としても採用されている。

## 使用車両
- 国鉄ワム80000形貨車
- 国鉄ワム89000形貨車
- 国鉄ワサ1形貨車
- 国鉄ワキ5000形貨車
- 国鉄ワキ9000形貨車
- 国鉄ワキ50000形貨車

## 近似色
- 鳶色
- 茶色
- 東京メトロ副都心線及びOsaka Metro堺筋線の路線色も、この色に近い。